# Karácson Mihály
Karácson Mihály (Darnó, 1796. április 8. – Pest, 1869. augusztus 29.) a József-Ipartanoda (a mai Műegyetem) első igazgatója, „reformkori menedzser”, a magyar műszaki oktatás egyik megteremtője, tudós, jogtanár, író, táblabíró, királyi bíró.

## Tanulmányai
Helybéli gazdálkodók hat gyermekes családjának harmadik gyermekeként született.  Elemi iskoláit Héderváron és Csornán végezte kitűnő tanulmányi eredménnyel. Középiskolába 1808-ban a magyaróvári piarista gimnáziumba íratták be, ahol a latinul és a németül is tanult.A gimnáziumot osztályelsőként járta végig, majd felvették a győri papi intézetbe, ahol 1814-ben elvégezte a filozófia első évét. Belépett a piarista szerzetes rendbe, s 19 évesen(!) már tanszéket vezetett. 1819-ben iratkozott be a pesti Jogtudományi Egyetemre, ahol 1824-ben jogtudorrá és ügyvéddé avatták.

## Munkássága
Jogi doktorrá és ügyvéddé avatása után 1823-tól 1836-ig gróf Széchen Antal nevelője lett.A pozsonyi országgyűlésen mint a távollevők képviselője volt jelen, az ipartanoda létesítése érdekében tevékenykedett.Gróf Széchenyi Istvánnal, József nádorral, a kultuszminiszterrel folytatott levelezést ez ügyben. Évekig tartó szónoklatainak, írói és agitációs tevékenységének  eredményeképpen 1846. november 1-jén nyitották meg a „Királyi József-ipartanodát”, amelyből később a Műegyetem fejlődött ki.
1839-ben a Helytartótanács Tanulmányi Bizottsága és a Könyvbíráló Főhivatal ülnökének nevezték ki, így részt vett a közoktatási rendszer átalakítása és az ipartanodák megtervezésében. A Mednyánszky báró által vezetett munkacsoportban dolgozott, s ők készítették el a Helytartótanács megbízásából 1842-ben a hazai közoktatás reformtervét. Hivatalosan ebben a tervezetben jelent meg először a középfokú ipari szakiskola: a négy elemi iskola elvégzése után egyéves általános képzés, majd kétéves ipari vagy kereskedelmi, vagy mezőgazdasági szakképzés.
Karácson Mihály a tanulmányi bizottság tagjaként elsősorban az ipari és technikai oktatás reformjáért dolgozott:  a közoktatási rendszer átalakításában, az ipartanodák tervezésében vett tevékenyen részt, elsősorban a magyar nyelvű oktatást szorgalmazta.
Élete fő céljának a magyar nyelvű oktatás megvalósítását tartotta, melyről a következő vallotta: „Dicséretes idegen nyelven is bővíteni esmeretünket, de nemzeti nyelvünket a művelődésnek előhatásával irányba hozni, a tudományokat hasonlítani, közhasznú esmereteket terjeszteni, szent kötelesség.”
1840-ben a Tanulmányi Bizottság egy magyar tanulmányi alapból ellátandó, évenként legfeljebb 19 ezer forintot igénylő ipartanoda tervezetét készítette el.
Karácson vezetési stílusa demokratikus volt: minden kérdésben kikérte a tanárok véleményét, nagymértékben támaszkodott a szakmaiságukra, s így nem szorult háttérbe a szakértelem. A tanároknak igen gyakran kellett tankönyveket is szakmai szempontból véleményezni.
Cenzorként tevékenysége ellentmondásos: Kossuth Lajos  sokszor panaszkodott, hogy Karácson a szövegeket eltorzítja vagy érthetetlenné teszi.

V. Ferdinánd királyunk (vagy a nevében eljáró főherceg) az intézmény vezetőjének a munkájával elégedett volt, amit az bizonyít, hogy az ideiglenes igazgatót 1847-ben kinevezi, és királyi tanácsosi címmel tüntette ki.

## Művei
Írói és költői munkái is jelentősek, 1832. március 9-én beválasztották az Akadémia levelező tagjai közé, 1839-ben pedig bekerült a királyi Helytartótanács tanulmányi bizottságába. Cikkeket és költeményeket írt Hazai s Külföldi Tudósításokba; a Tudományos Gyűjtemény és Nemzeti Ujság szerkesztésében is részt vett. Budapest történetére vonatkozó adatok gyűjtésével és azoknak feldolgozásával foglalkozott; e munkához bevezetésül szolgál: Értekezés Aquincumról.
- „A pesti királyi József Ipartanoda szerkezetének rövid vázlata,” Nevelési Emléklapok III-IV. 169-171.
- A pesti József-ipartanodának megnyitásakor mondott beszéd (Pest, 1846)
- Árpád emléke (Pest, 1868)
- Budavára a hunnok idejében c. kétrészes tanulmány (Akad.-i Értesítő, 1868, 1869)

## Emlékezete
Gróf Széchen Antal  miniszter így emlékezik meg az életművéről: "Ipartanodai vezetői tevékenysége során a legnehezebb időszakban, minden előzetes tapasztalat és ismeretanyag nélkül újat teremtett, holott óriási nehézségeket kellett legyőzni. Ez az igazgatási tevékenység elsősorban azért jelentős, mert megteremtette a jogfolytonosságot a Tudományegyetem Mérnökképző Intézete és a majdani József Műegyetem között."